# قليقلي (مقاطعة غيلانغرب)
قليقلي (بالفارسية: قلی‌قلی) هي قرية تقع في قسم حيدريه الريفي في إيران. يقدر عدد سكانها بـ 578 نسمة بحسب إحصاء 2016.